# Éparchie de Košice
L'éparchie de Košice est une éparchie de l’Église grecque-catholique slovaque, en pleine communion avec l’Église catholique, qui couvre le territoire du sud-est de la Slovaquie.

## Description et historique
L'éparchie de Košice a été érigée canoniquement le 21 février 1997 en tant qu'exarchat de l'Église grecque-catholique slovaque par le pape  Jean-Paul II par la séparation en trois entités de l'unique éparchie slovaque ayant pour siège Prešov, le 30 janvier 2008, il est élevé au rang d'éparchie. Les frontières de l'éparchie correspondent aux frontières de la région de Košice. Son éparque est Mgr Milan Chautur, qui siège à Košice. Ce dernier étant sous le coup d'une enquête pour harcèlement sexuel , le 20 janvier 2020, le pape François nomme Mgr Cyril Vasiľ, SJ, administrateur apostolique sede plena de l'éparchie, puis évêque titulaire le 21 juin 2021 après la renonciation de son prédécesseur. 

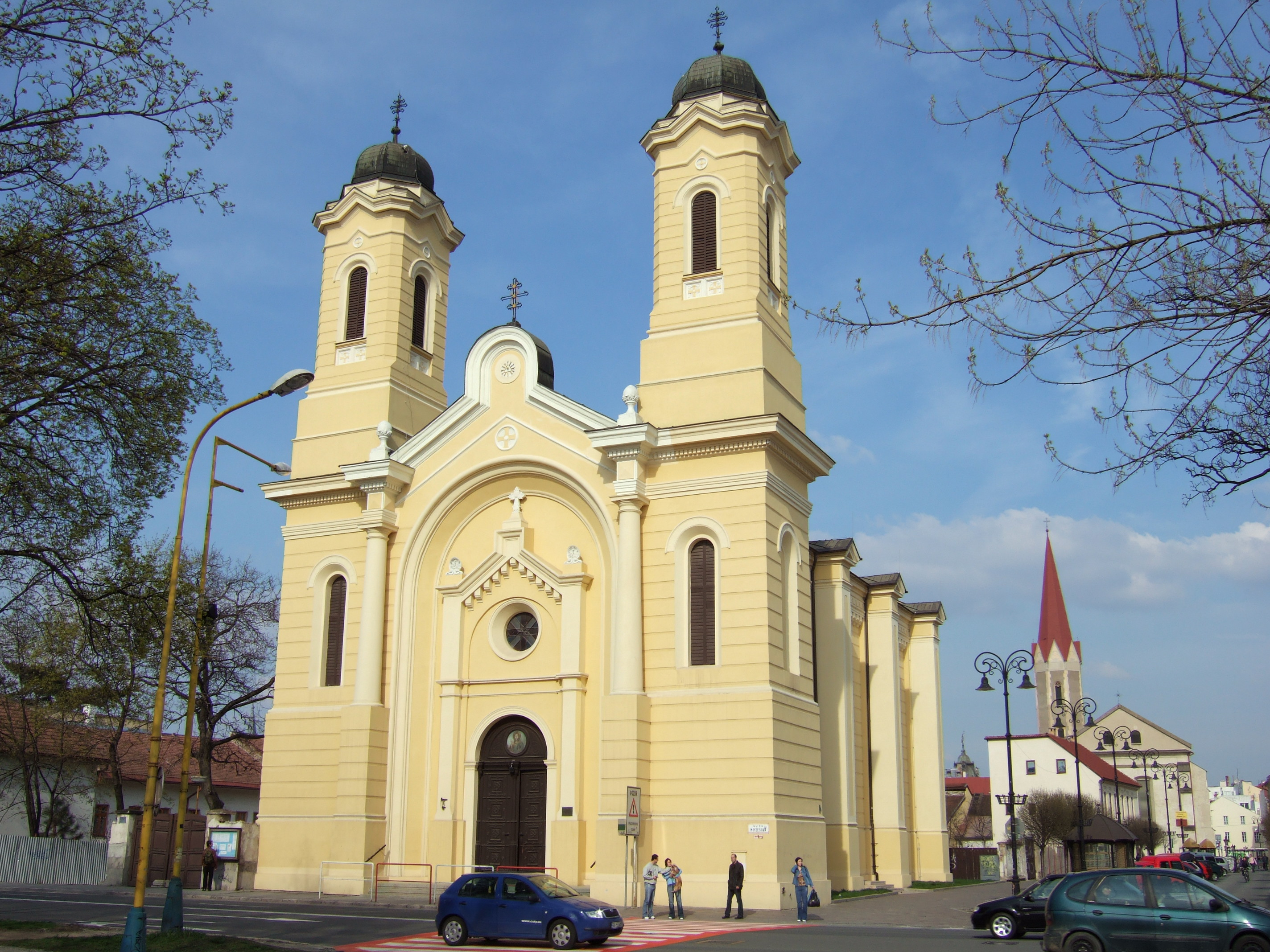
Cathédrale de l'église catholique grecque de Košice